# バルコニー (マネの絵画)
『バルコニー』（英語: The Balcony）は、エドゥアール・マネが1868年から1869年に制作した絵画。

## 制作

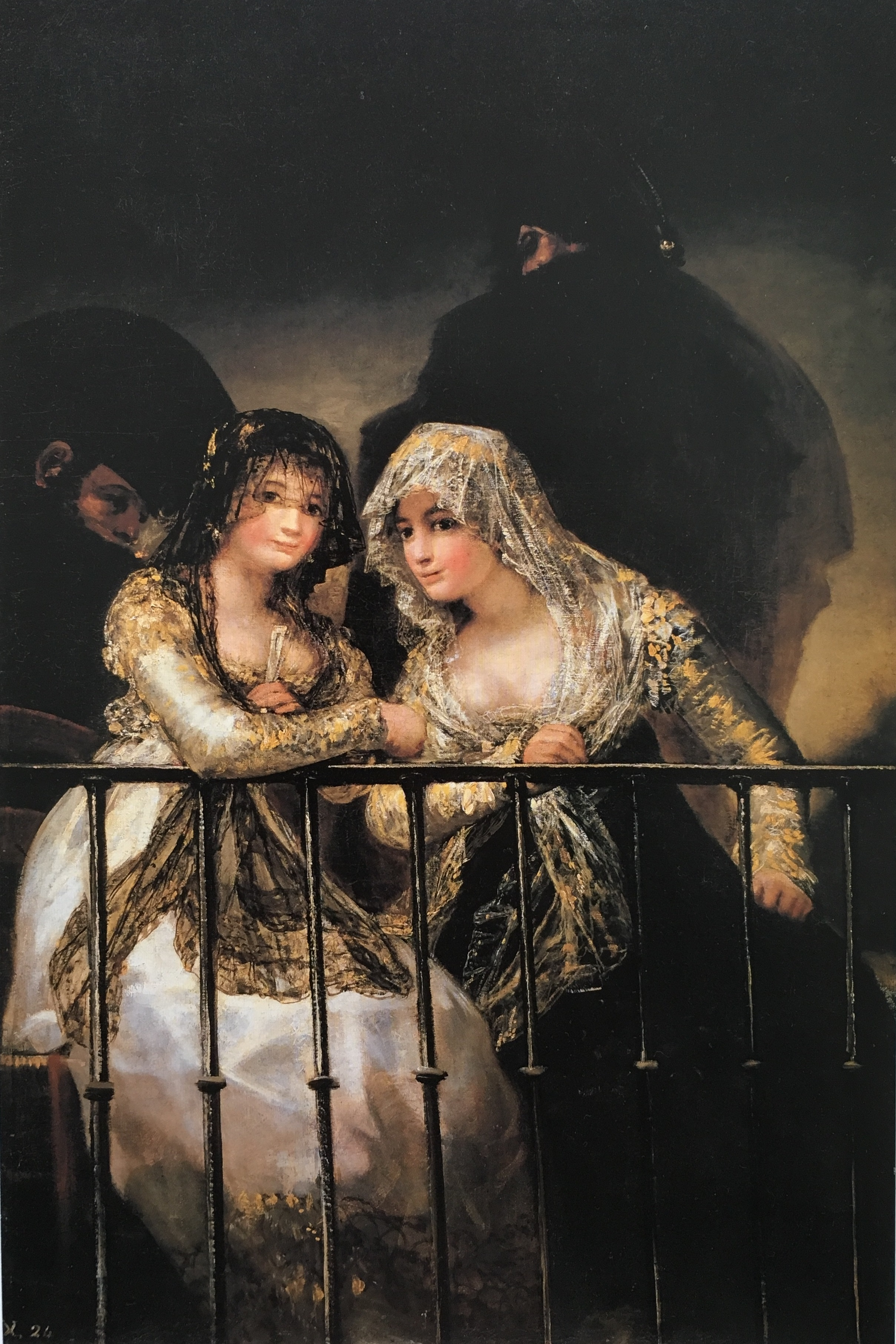
フランシスコ・デ・ゴヤ『バルコニーのマハたち』1800-12年。私蔵。

本作品の着想源は、マネがルーヴル美術館のスペイン・ギャラリーで見たフランシスコ・デ・ゴヤの『バルコニーのマハたち』であると思われる。本作品は、これを下敷きに、現代のブルジョワの都市生活を描き出した作品である。
マネの『バルコニー』には、マネの親しい人物をモデルにして、前景に3人の人物が描かれており、背後の暗がりにもう1人の人物が描かれている。
左側の女性のモデルは、画家ベルト・モリゾである。ベルト・モリゾは、はじめジャン＝バティスト・カミーユ・コローに師事していたが、ルーヴル美術館でマネと出会い、画家アンリ・ファンタン＝ラトゥールの紹介で親しくなった。マネの絵画のモデルとして度々登場する。後には印象派グループ展に参加し、1874年にマネの弟ウジェーヌ・マネと結婚することになる。彼女は、フランス窓の開け放たれたバルコニーの手すりに肘をかけて座っているところが描かれている。
右側の女性のモデルは、ヴァイオリニストのファニー・クラウス (Fanny Claus) である。彼女は、マネの妻でピアニストだったシュザンヌ・マネの演奏仲間であった。彼女は、手袋を取ろうとしているところ（あるいは出かける前に手袋をはめようとしているところ）が描かれている。
2人の後ろに立つ男性のモデルは、マネの友人の画家アントワーヌ・ギユメである。
部屋の奥で水差しを持っている若い男性がかすかに描かれているが、これはレオン・コエラ＝レーンホフである。レオンは、マネがシュザンヌと結婚する前に生まれたマネの子である可能性が高いと思われるが、マネは結婚後もレオンを認知しておらず、関係性には謎が残っている。

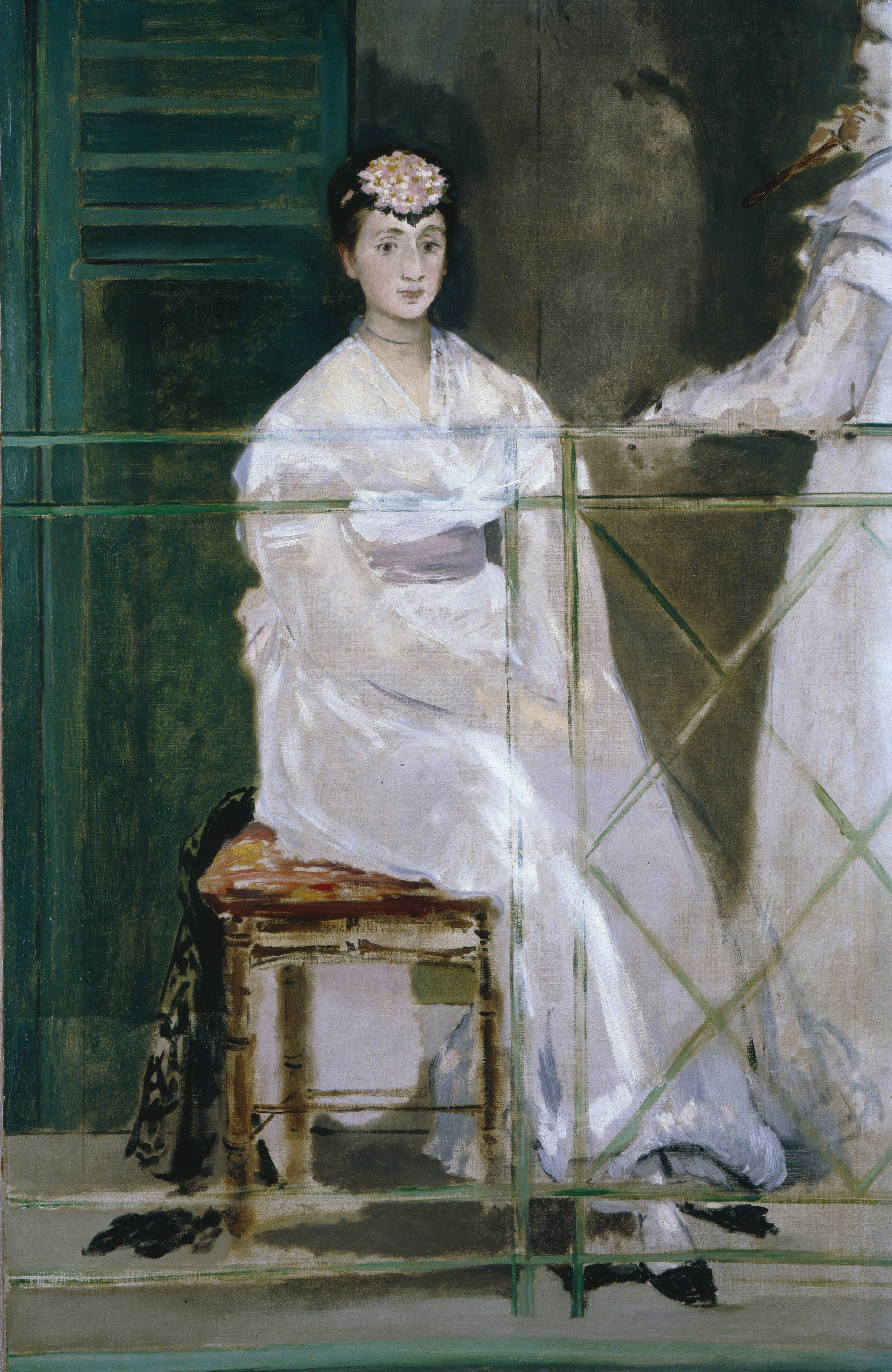
『クラウス嬢の肖像』1868年。油彩、キャンバス、70 × 111 cm。アシュモレアン博物館。
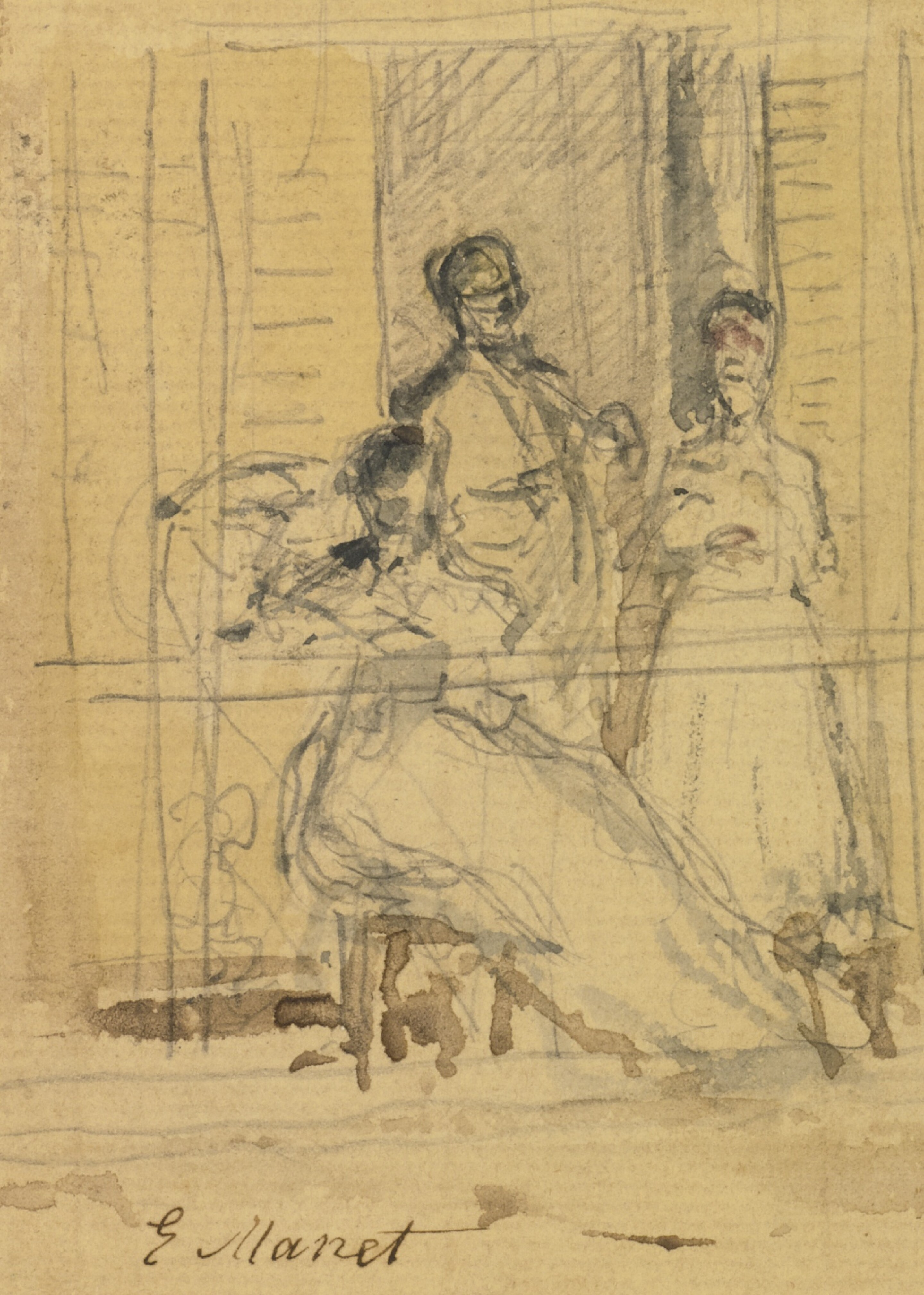
マネのスケッチ。ペンと水彩、紙、14.2 × 8.9 cm。私蔵。

## 発表時の評価
マネは、本作品を、『アトリエの昼食』とともに1869年のサロン・ド・パリに提出し、入選した。
着想源となったゴヤの作品と異なり、本作品では、人物がそれぞれ別の方向を見ており、物理的にも精神的にも交流が見られない。明快な物語性もない。このことが、批評家から厳しい非難を浴びる原因となった。
サロンの初日に見に行ったベルト・モリゾは、次のように書いている。
保守派の批評家アルベール・ヴォルフは、次のように批判した。
別の批評家は次のように批判している。
印象派に好意的だった批評家ジュール＝アントワーヌ・カスタニャリも、次のように否定的な評価を書いている。

## 後世の評価
発表当時の批評家は、人物を「もの」のように描くマネの作品を批判したが、現在においては、近代の人間の中にある無関心を鋭く捉えたところにマネの本質があると考えられている。
シュルレアリスムの画家ルネ・マグリットは、『バルコニー』の人物を棺桶に置き換えたパロディ作品『マネのバルコニー』を制作した。これによって、『バルコニー』の登場人物が空虚な物質的存在であることを視覚的イメージで明らかにした。
ミシェル・フーコーは、「マネの絵画」と題する講演の中で、『バルコニー』について、バルコニーの鉄柵や緑の鎧戸に垂直線と水平線が繰り返されていて、長方形のキャンバスという2次元性が強調されていること、人物よりも緑の構築的要素が強調されていること、室内が真っ暗で、奥行きが感じられないこと、ドレスには影がなく、画面の内部ではなくキャンバスの外部に光源があるように感じられること、ファニー・クラウスの足が宙吊りになって浮いているように描かれていることなどを指摘して、マネの作品が、ルネサンス以来の絵画の約束事を否定して、キャンバスの物質性を明らかにしたことの一例として説明している。

## 来歴
マネは、1884年、オテル・ドゥルオの売立てで本作品を売りに出した。これをギュスターヴ・カイユボットが購入した。
カイユボットは、1894年に死去したが、自分のコレクションをフランス政府に遺贈し、リュクサンブール美術館、後にルーヴル美術館に収蔵するようにとの遺言を残していた。しかし、これが保守派の反対に遭い、結局、コレクションの一部のみが受け入れられることとなった。本作品は、受け入れられた作品の一つであり、1896年以降、リュクサンブール美術館に展示された。
1929年、ルーヴル美術館に移管された。1986年にオルセー美術館に移り、以後、同美術館に展示されている。